# Synagoga w Busku-Zdroju
Synagoga w Busku-Zdroju – synagoga znajdująca się w Busku-Zdroju przy obecnej ulicy Partyzantów 6, w pobliżu rynku.
Synagoga została zbudowana w 1929 na miejscu starej drewnianej synagogi. Podczas II wojny światowej hitlerowcy zdewastowali synagogę, następnie urządzili w niej magazyn zboża. Po zakończeniu wojny w budynku synagogi znajdowały się pomieszczenia handlowe. Obecnie synagoga jest w rękach prywatnych i służy jako sklep AGD i RTV oraz bistro Ania.
Murowany z cegły i kamienia, nakryty dachem trójspadowym budynek synagogi wzniesiono na planie prostokąta. Elewacje boczne otynkowane, zaś elewacja frontowa nieotynkowana, utrzymana w kamieniu, z nadbudową zwieńczoną trójkątnym frontonem. We wschodniej części znajdowała się główna sala modlitewna, nakryta płaskim stropem. W zachodniej części, od strony frontowej znajduje się przedsionek. Babiniec, wsparty kolumnami znajdował się na piętrze. Na narożach elewacji pilastry zwieńczone gzymsem prostym. Parter elewacji wydziela gzyms kordonowy. Na parterze znajdują się małe prostokątne okna, a na piętrze wielkie półkoliście zakończone. Do dziś nic się nie zachowało z dawnego wyposażenia.